# ブカ (パプアニューギニア)
ブカ(Buka)は、パプアニューギニアの島嶼地方のブーゲンビル自治州の州都。
2011年の人口は5416人。
1990年代のブーゲンビル内戦時代には、臨時首都が置かれた。

## 地理
ブカ水路によってブーゲンビル島の北端から離れている。ソロモン諸島北部に位置しており、主要な島の中でソロモン諸島内にない唯一の島である。ブーゲンビルといくつかの島のグループで、ブーゲンビルの自治区を形成している。 35マイルx 9マイル（56 km x 14キロ）の火山層であるブカの総面積は190平方マイル（492平方km）である。島は南西の丘で1,634フィート（498メートル）に達することができるため、島の内部は密に森林に覆われており、降雨量は豊富で、年間2,500 mm以上ある。サンゴ礁は南海岸と西海岸を縁取り、後者はクイーンカロラ港によって深くインデントされている。また、3つの主要な地質単位で構成されている。隆起したサンゴ礁の高原、急な丘、更新世以降のサンゴ層である。

## 交通
- ブカ空港-首都ポートモレスビーやラバウルなどの定期便が就航している。

## 人口
- 2000年7月9日：1890人
- 2011年7月10日：5416人

## 言語
- トラウ語（英語版）
- ナーシオイ語（英語版）